# Place Napoléon (La Roche-sur-Yon)
Pour les articles homonymes, voir Place Napoléon.
La place Napoléon est une place située à La Roche-sur-Yon, en Vendée, dont le nom fait référence à Napoléon Ier, fondateur de la ville en 1804.
Point central de la ville et du département, l’esplanade est également le principal lieu de vie yonnais, en témoigne le passage de toutes les lignes de transports urbains et péri-urbains du réseau Impulsyon.

## Situation

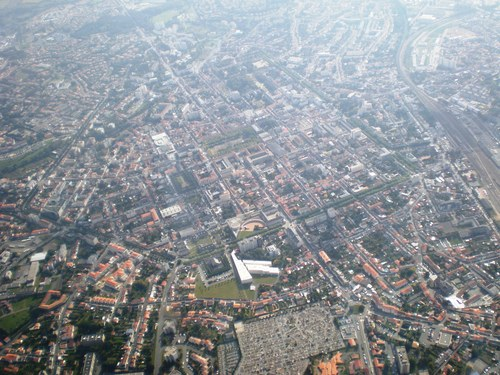
Vue aérienne du pentagone napoléonien.

La place se trouve dans le centre-ville de La Roche-sur-Yon, à l’est de l’artère commerçante qu’est la rue Georges-Clemenceau et à l’ouest du « quartier » des Halles et de la Vieille-Ville. Quatre artères en partent : les rues Georges-Clemenceau (ouest), du Maréchal-Joffre (sud), du Président-de-Gaulle (est) et du Maréchal-Foch (nord). Ces axes marquent également le départ des routes principales du département qui relient Les Sables-d’Olonne, Challans, Luçon, Cholet, etc.

## Histoire
Avant le transfert du chef-lieu de la Vendée de Fontenay-le-Comte à La Roche-sur-Yon, décrété par Napoléon Ier le 25 mai 1804, la surface occupée par la place Napoléon était traversée d’est en ouest par la route royale de Saumur aux Sables-d’Olonne — seul axe pénétrant de la Vendée — ainsi que par un chemin reliant le bourg ancien de La Roche-sur-Yon aux communes voisines. De part et d’autre de ces voies, champs, mares et marécages typiques du paysage bocain.
Outre un nombre d’habitants compris entre 12 et 15 000, la présence de bâtiments publics et la construction de routes, le décret de fondation de La Roche-sur-Yon ne présentait aucune exigence relative à la conception de la ville nouvelle. Aussi, les ingénieurs des Ponts et Chaussées se sont trouvés confrontés à une conception des plans ex nihilo. Est ressorti de leur travail un urbanisme rationalisé et centré autour d’une vaste esplanade de presque trois hectares. Esplanade à laquelle il faut ajouter quatre places secondaires dans chacun des quartiers délimités par les routes qui en partent.
Le 23 thermidor an XII (11 août 1804), l’inspecteur général des Ponts et Chaussées, Lamandé, parle ainsi de la place à Crétet alors directeur des Ponts et Chaussées : « Le lieu susceptible du plus grand rassemblement, le centre d’une ville, le point de réunion de toutes les communications, enfin la plus grande place, demande à être meublée des édifices les plus utiles aux besoins et aux affaires multipliées d’une grande association. ». Cette phrase illustre l’idée générale des ingénieurs, laquelle s’inscrit dans une démarche de création d’un lieu de concentration des institutions — à l’image du forum antique —, et d’effacement de la monumentalité derrière une uniformité architecturale.
Un temps envisagé, le choix d’une place entourée de bâtiments à arcades strictement identiques a dû être abandonné en raison d’une absence de consensus et des difficultés financières connues pour la construction de la ville, difficultés qui ont par surcroît engendré une diminution des ambitions architecturales là où le plan n’a pas évolué.
Le nivellement de la place débute en 1805 et des arbres, qui dépériront rapidement, y sont plantés en 1806. Les entrepreneurs iront jusqu’à y creuser une carrière en sa partie est. Malgré les efforts réalisés pour accueillir l’Empereur le 8 aout 1808, le conseil municipal parlera en 1810 d’« état d’abandon complet » du site dont l’aménagement ne surviendra que bien plus tard. Il faut ajouter qu’à partir de 1827, à la suite d’une décision du préfet, les voies de circulation ne se croisent plus au centre de la place Napoléon.

### Monuments périphériques
L’occupation des pourtours de la place a fait l’objet de nombreux changements et inversions avant que les institutions y soient établies. À titre d’exemple, le plan de référence — qui n’était pas le premier à être dessiné — approuvé par Napoléon Ier le 9 pluviôse an XII (26 janvier 1805) table sur l’établissement des institutions suivantes au tour de l’esplanade :
- une gendarmerie ;
- un hôtel des postes ;
- une auberge ;
- l’hôtel de ville ;
- une église ;
- un presbytère ;
- une comédie ;
- et un tribunal.

Les bâtiments finalement construits seront :
- l’auberge (1808) ;
- le tribunal (1812) ;
- l’hôtel de ville (1814) ;
- le lycée (1814) ;
- l’église Saint-Louis (1830) ;
- le lycée de jeunes-filles (1905).

### Statues et kiosque à musique
Pour la venue de Napoléon Ier le 8 août 1808, la place est ornée en son centre d’un obélisque de bois rouge qui subsistera quelques années. Le 26 août 1838, est inaugurée à cet emplacement une statue du général Travot réalisée par l’artiste angevin Hippolyte Maindron. Cette statue sera déplacée à proximité des halles de la ville en 1852 avant d’être fondue par l’occupant le 19 février 1942.
En 1852, Augustin Rouillé, maire de La Roche-sur-Yon, entérine l’idée que soit établie une statue équestre de Napoléon Ier au centre de la place. La souscription lancée ainsi que l’apport de subventions de la part de 152 communes et de l’administration des Beaux-Arts permettront de boucler le budget de 57 000 francs. La réalisation de la statue équestre fut confiée à Émilien de Nieuwerkerke, pour une inauguration le 20 août 1854, année du cinquantenaire de la ville. À noter que la statue yonnaise est une copie de l’œuvre réalisée par le même sculpteur en 1852 sur l’actuelle place Carnot de Lyon, statue lyonnaise de 4,65 m de hauteur qui sera détruite à compter de 1870.
Le kiosque à musique octogonal faisant face à l’hôtel de ville, a été construit en 1884 à partir de plans d’Auguste Boudaud, architecte à l’origine notamment du musée municipal (1877) et de l’hôtel des postes (1930).

### Aménagements contemporains

#### Projets 1972-1977
Après la Seconde Guerre mondiale, l’esplanade est transformée en parking goudronné de 502 places. Si l’architecte départemental Jean Parois soumet esquisses et plans en 1972, il faut attendre 1974 pour que la municipalité, alors dirigée par Paul Caillaud, lance un appel à projets en vue du réaménagement du vaste vide que constituent les 2,8 hectares. Le concours fait l’objet de 204 inscriptions et finalement de 73 propositions. Le vendredi 18 avril 1975, le verdict est rendu et les projets de six équipes (liste à suivre) sont retenus pour être soumis au conseil municipal.
- Roland Castro (lauréat) accompagné de A. Driss, G. Duval, J.-J. Faysse, L. Maggio, B. Ogé et A. Stinco ;
- Claude Franck accompagné de B. Huet, B. Leroy, J.-M. Hermann et L. Causse ;
- Paul Revert accompagné de J.-L. Johannet et A. Lethelier ;
- Christian Forest accompagné de S. Santelli, H. Santelli et M. Breitman ;
- Georges Evano et Jean-Luc Pellerin accompagnés de B. Barto, J.-P. Bertho et M. Cantal-Dupart ;
- Jean Karkzenski.

Si la majorité des 73 projets proposaient de bannir l’automobile de la place Napoléon, la proposition Castro présente comme particularité majeure de développer un centre de vie souterrain et couvert d’une verrière monumentale, et ce, sur l’axe est-ouest de l’esplanade.
Il est à noter qu’un autre projet remarqué fut celui d’Antoine Grumbach qui proposa une butte romantique inspirée de parc parisien des Buttes-Chaumont.
Bien qu’ayant abouti au choix d’un lauréat, l’idée de réaménagement voulue par Paul Caillaud restera caduque. Le coût des études (15 millions d’anciens francs, 100 à 150 fois plus pour les détracteurs) tout comme la fronde des architectes locaux, les difficultés géologiques puis les élections municipales de 1977, auront eu raison du projet.

#### Projet 1982

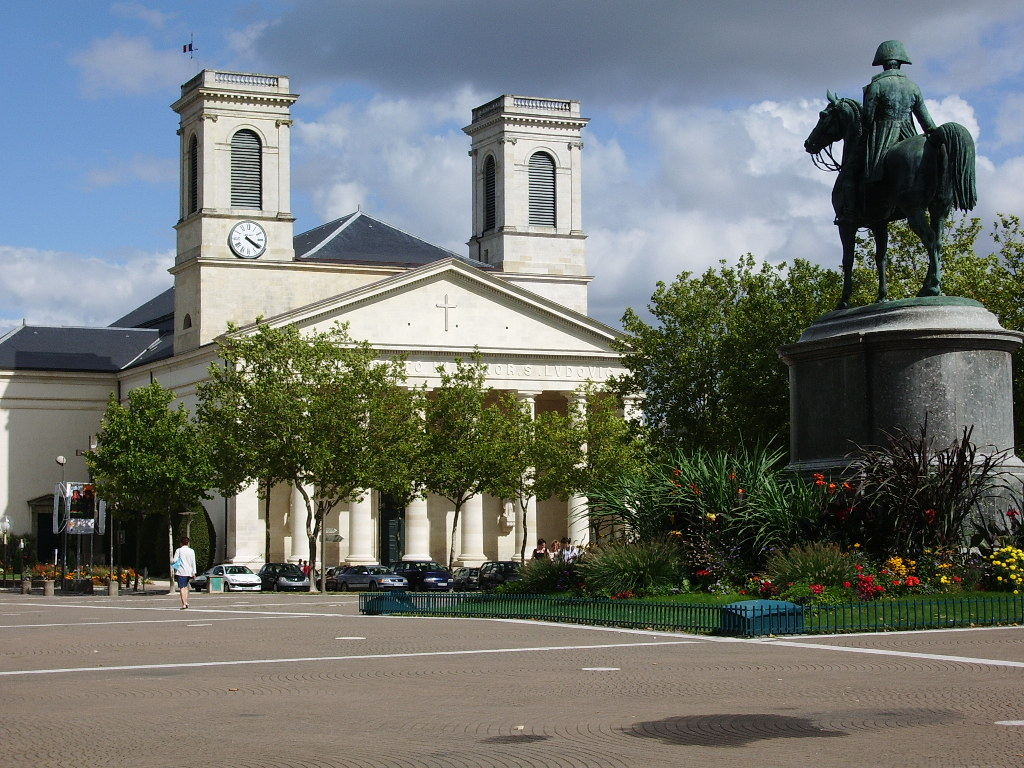
La place Napoléon avant le réaménagement de 2012-2014, en août 2007.

Consécutivement à son accession à la mairie, la majorité conduite par Jacques Auxiette entreprend une réflexion sur l’aménagement de la place Napoléon en cherchant à tirer les leçons des échecs précédents. Le projet mené en 1982 propose alors le pavage d’une large surface centrale, l’établissement de stationnements (à hauteur de 40 % de l’existant alors) sous les rangées de platanes latérales et le maintien des voies de circulation sur le côté. L’ensemble, agrémenté de jardins thématiques et de kiosques abritant cafés et restaurants, fut inauguré le 24 septembre 1982 par Louis Mermaz, président de l’Assemblée nationale.

#### Projet 2010-2014

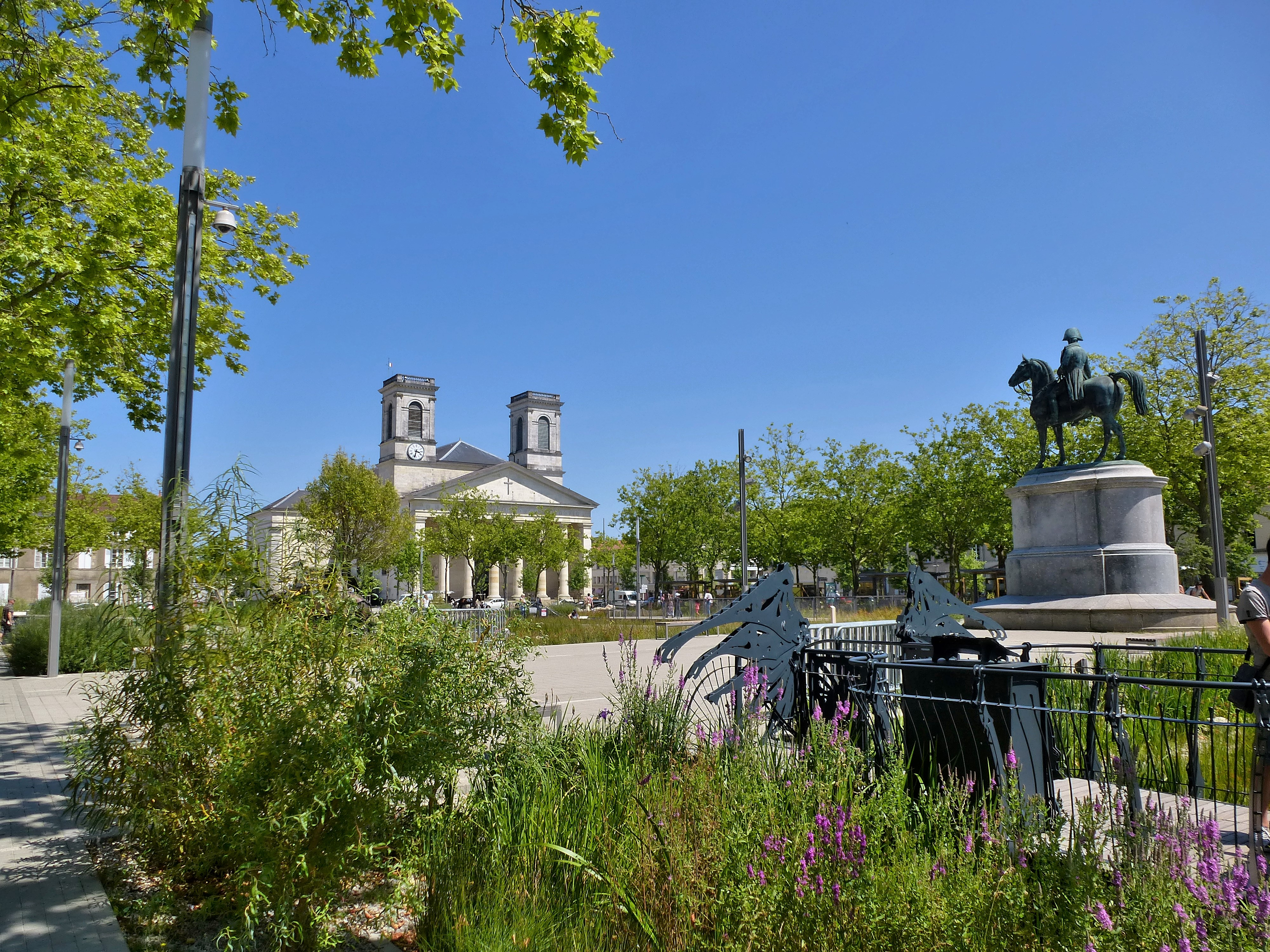
La place Napoléon en juillet 2015, après son réaménagement.

C’est le 29 septembre 2010 que le conseil municipal de La Roche-sur-Yon prend la décision de retenir le cabinet d’Alexandre Chemetoff pour le réaménagement de la place Napoléon face à quatre autres équipes (Obras, Mosbach paysages, In-situ paysagistes et SCPA Steff Lemoine Davy Geffard Berthomé).
Le projet lauréat prévoit dans ses grandes lignes, l’établissement de bassins aquatiques végétalisés sur la partie centrale de la place Napoléon, la mise en place de voies partagées bus-vélos-piétons en site propre, l’installation de quatre poches de stationnement en stabilisé fertile et le maintien d’une voie de circulation automobile périphérique.
Après ajustements, le projet finalisé concerne également les rues Georges-Clemenceau, Adolphe-Thiers, Jean-Jaurès et Chanzy ainsi que les pourtours de la place de la Vendée. Pour permettre une meilleure utilisation de l’espace (marché de Noël, foires) la surface des bassins (un des principaux points de divergences) a été réduite et portée à 5 000 m2 (soit moins de 18 % de la superficie de l’espace). Les questions de coût ont également suscité le débat, tout comme la problématique du stationnement automobile, laquelle sera traitée par la construction d’un parking souterrain de 100 places sur le site de l’ancien collège Stéphane-Piobetta au nord de la place. Les travaux ont commencé en septembre 2012 pour s’achever en janvier 2014.
Ce projet controversé a laissé place à la création de divers mouvements contestataires revendiquant le démontage de la statue et/ou son escalade.

## Les Animaux de la place
En octobre 2011, le programme Chemetoff s’est vu agrémenté d’un projet d’animation touristique et culturelle conçu par François Delarozière et la compagnie La Machine (au même titre que le projet urbain de la place Napoléon, cet aménagement a d’ailleurs soulevé une controverse relative à son coût).
S’inspirant des missions scientifiques de la campagne d’Egypte, les Animaux de la place sont 13 animaux mécaniques pérennes représentant neuf espèces locales où égyptiennes (crocodile du Nil, perche du Nil, dromadaire, flamants roses (par 2), hippopotame, ibis sacré, grenouilles (par 4), loutre d’Europe et hibou grand-duc). Implantés dans les bassins, les animaux sont manipulables gratuitement de la berge depuis septembre 2013.
La légende créée par La Machine veut que, cherchant à étudier la faune égyptienne, les scientifiques napoléoniens aient réalisé un bestiaire mécanique transféré à La Roche-sur-Yon en 1808 avant de disparaître. Les Animaux de la place sont donc la redécouverte de ces éléments imaginaires.
Pendant toute la durée du chantier de la place Napoléon, la compagnie La Machine accompagne les travaux par une série d’animations dont le premier coup de pelleteuse qui a rassemblé 10 000 personnes le 1er septembre 2012 et qui a été marqué par la découverte de la perche et du crocodile du Nil. Se sont ensuivis d’autres apparitions d’animaux dans toute la ville ainsi que d’autres événements comme la venue du spectacle L’Expédition végétale en juin 2013.

## Photos

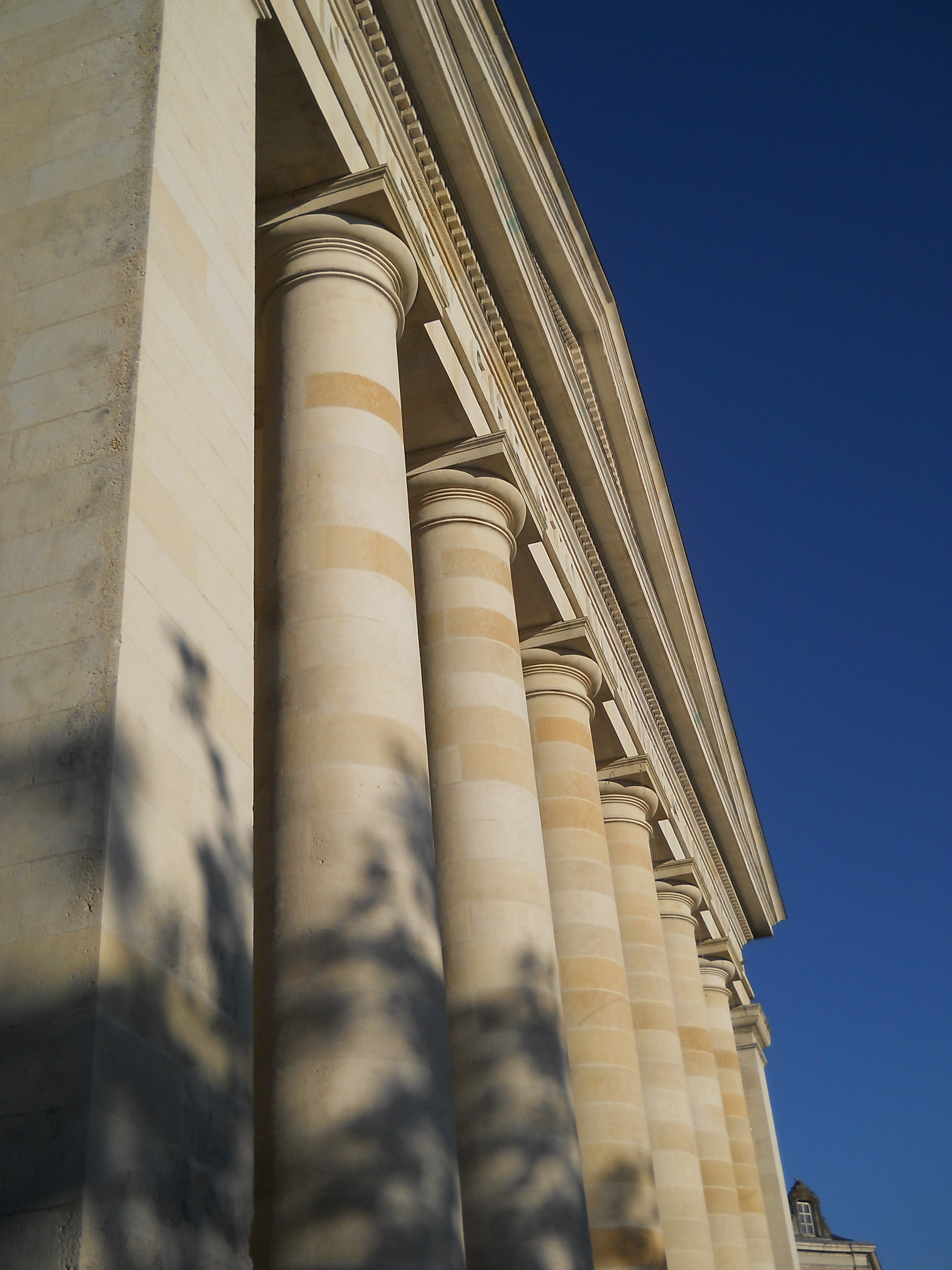
Portique de l’église Saint-Louis.
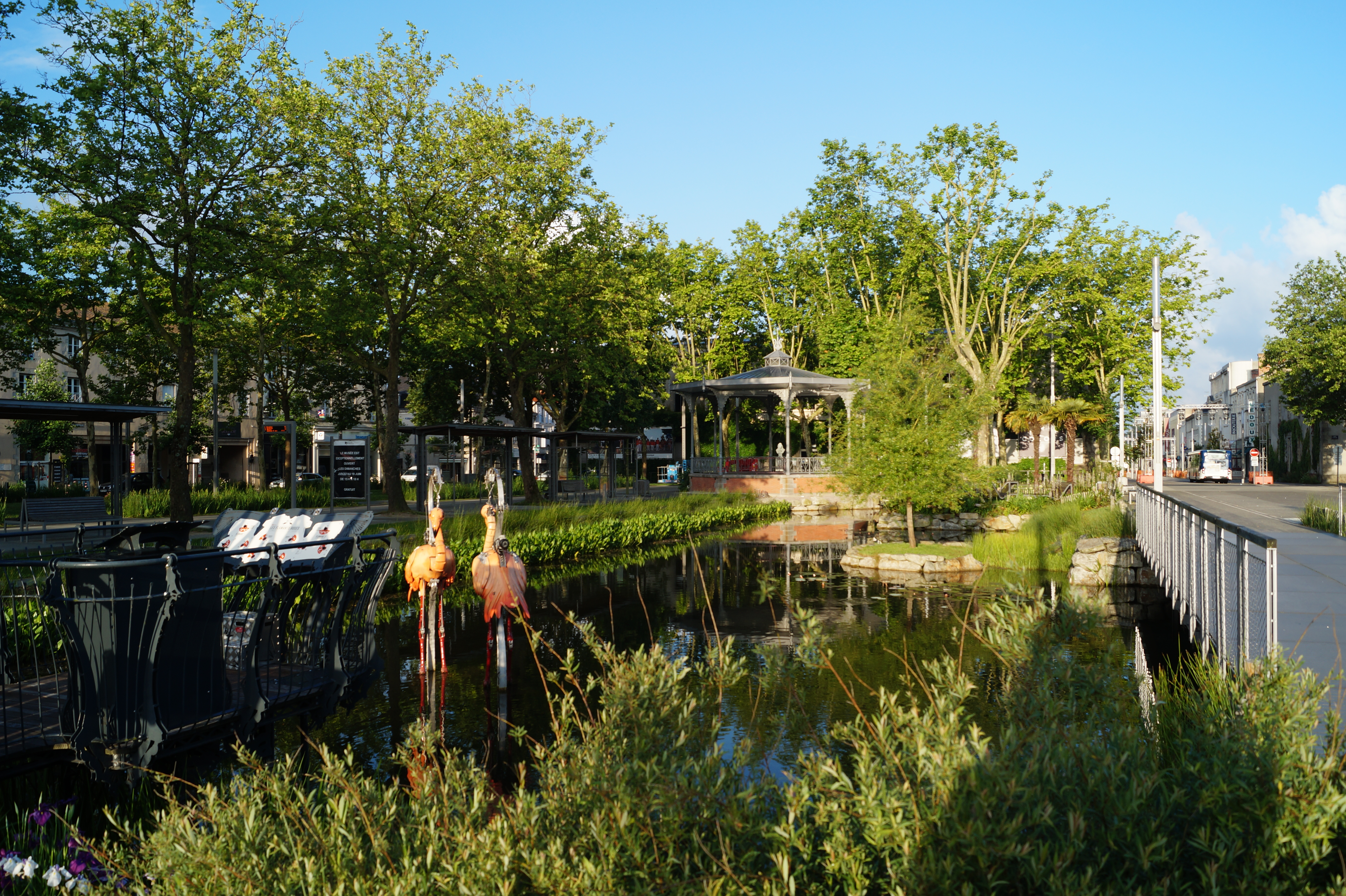
Le kiosque et le bassin des flamants
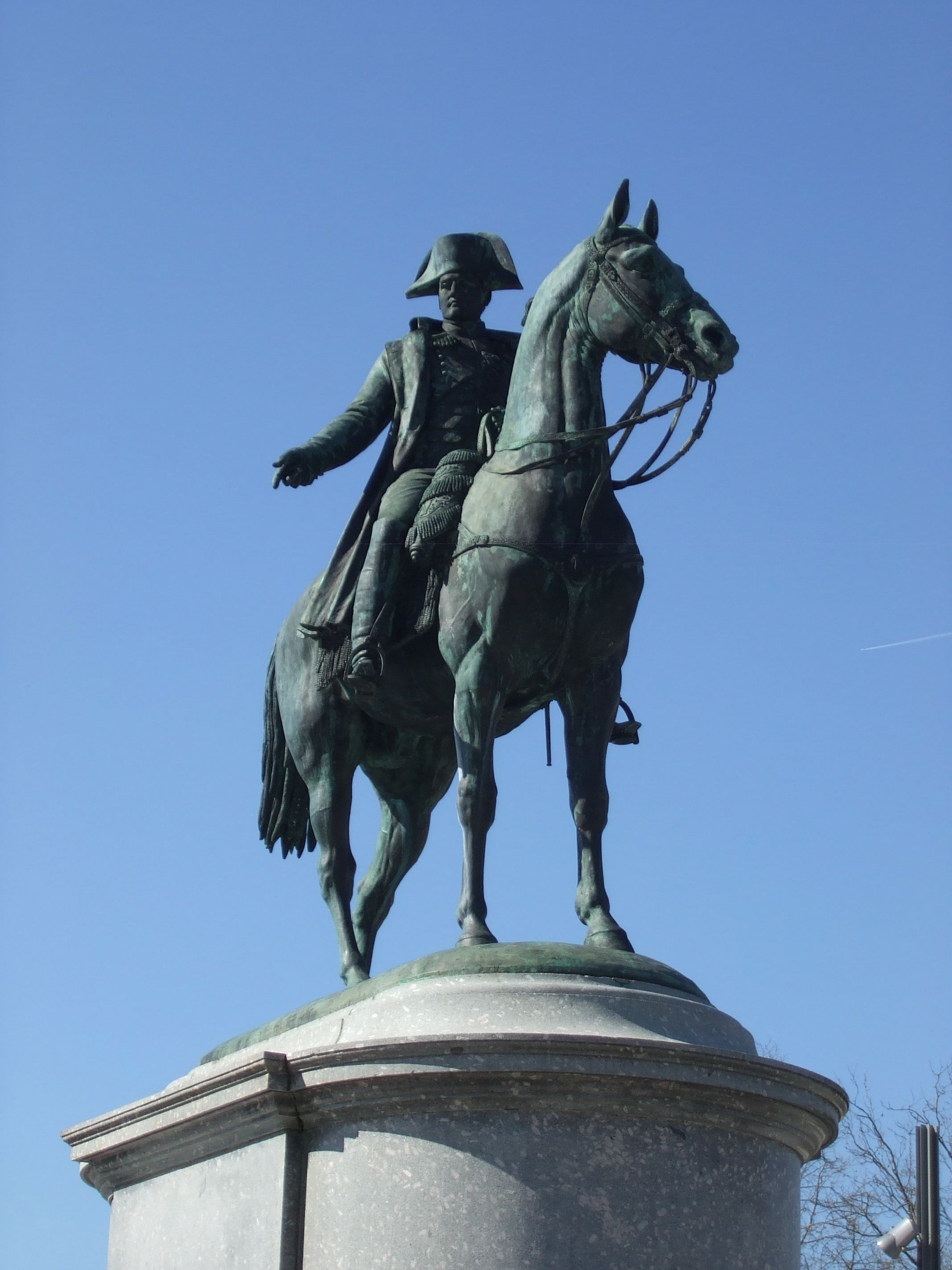
Statue de Napoléon
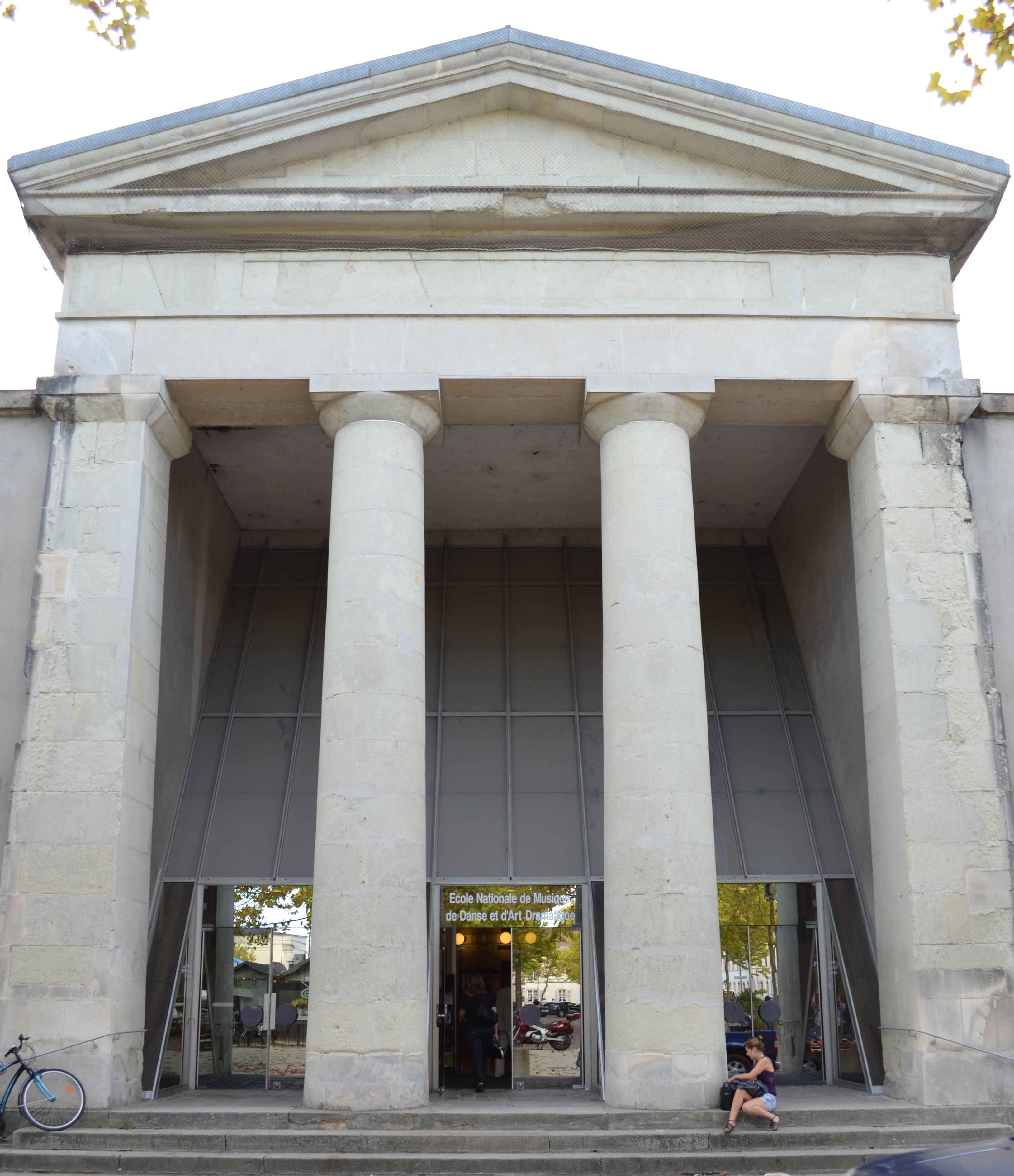
Ancien tribunal.
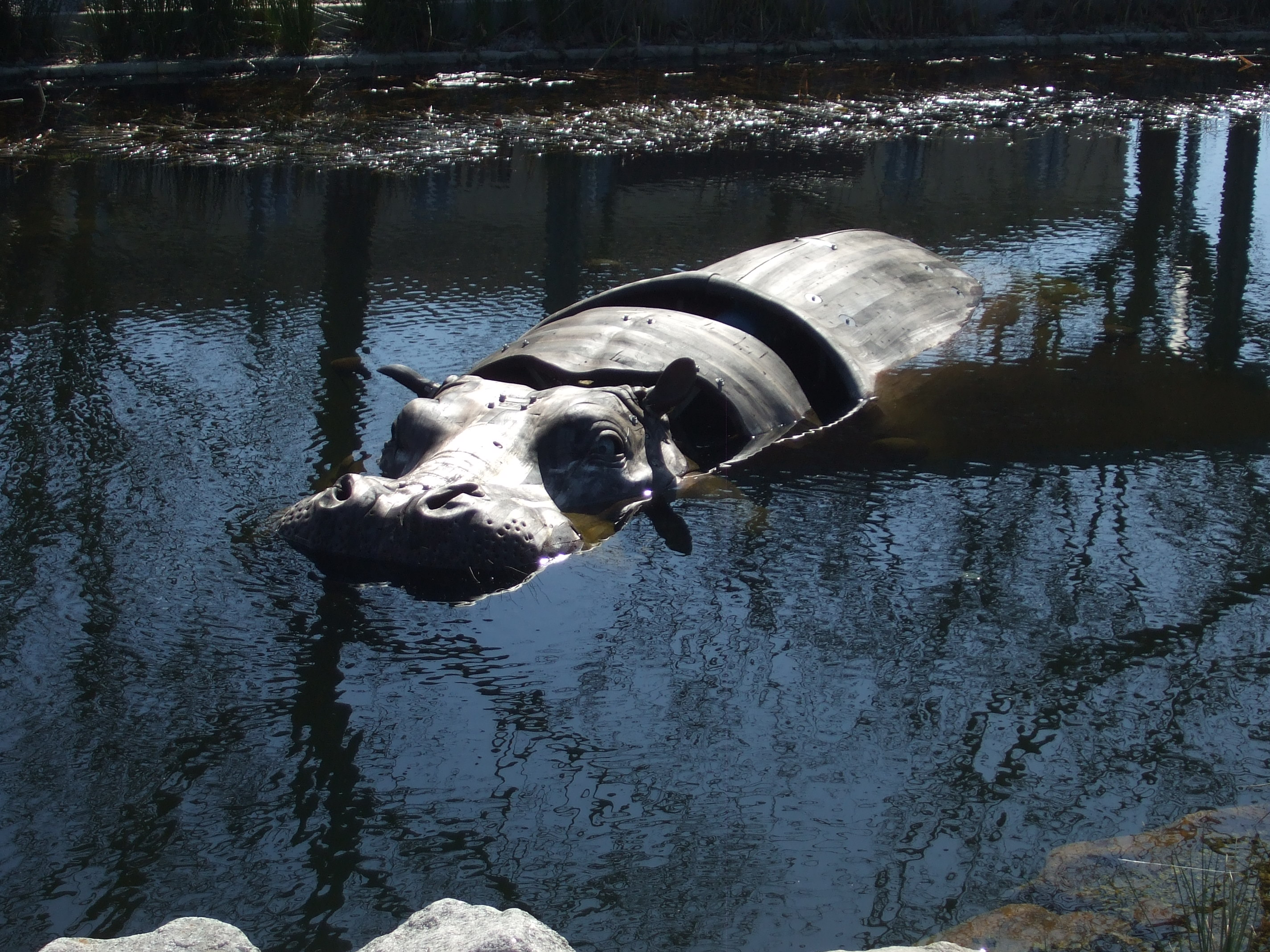
Animaux de la place, Hippopotamus mecanicus amphibius.
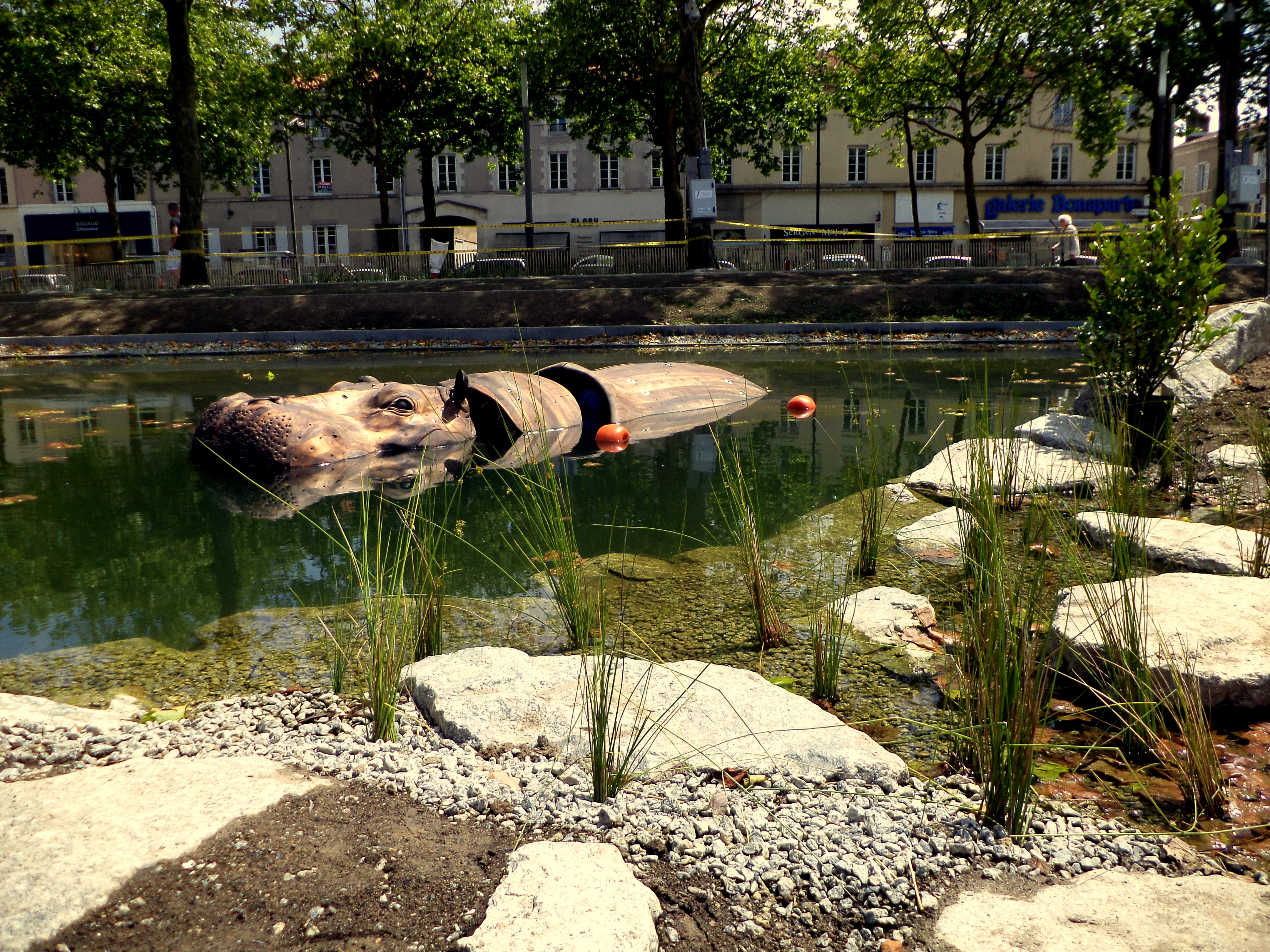
Animaux de la place, Hippopotamus mecanicus amphibius.
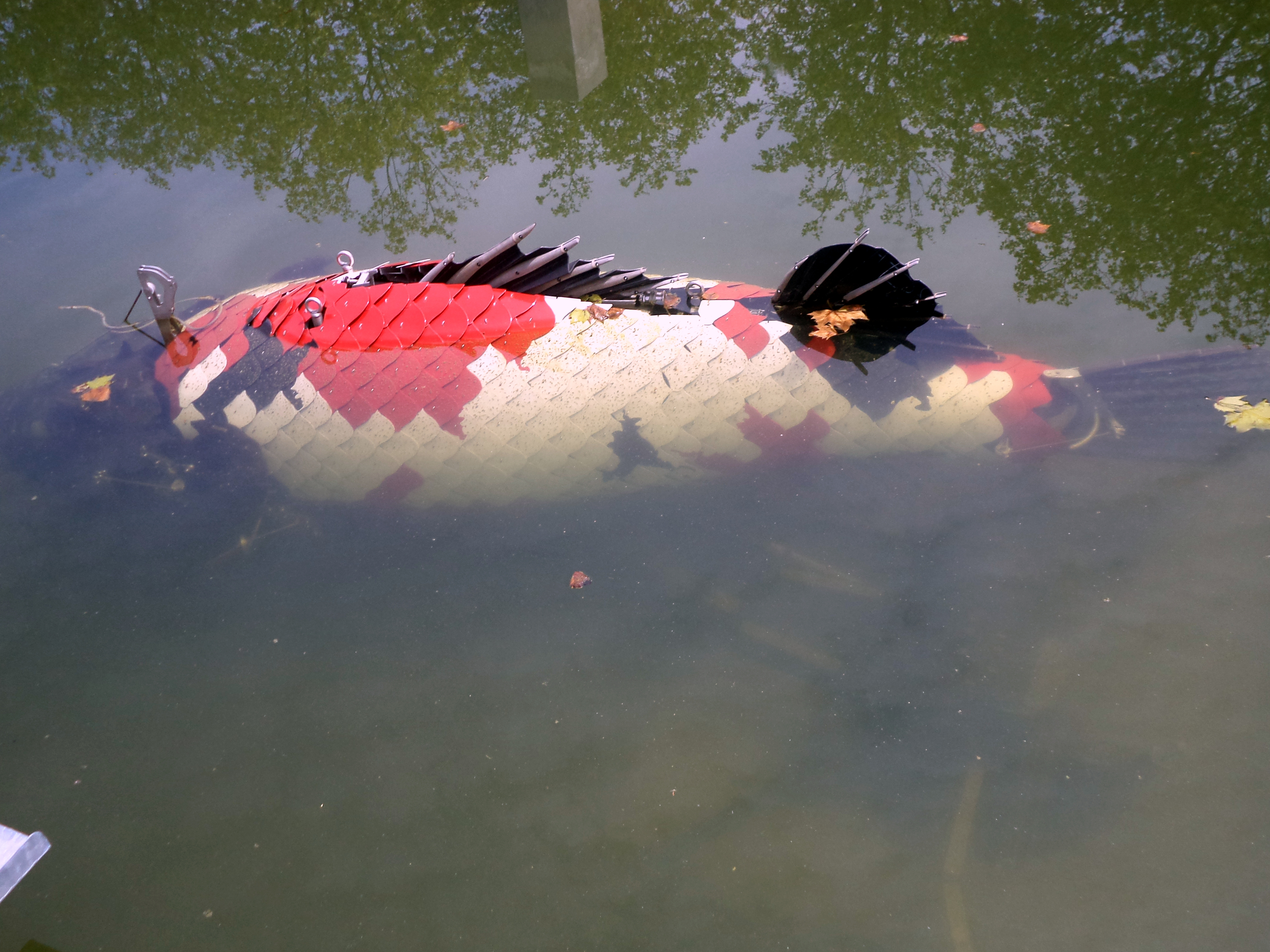
Animaux de la place, perche du Nil.
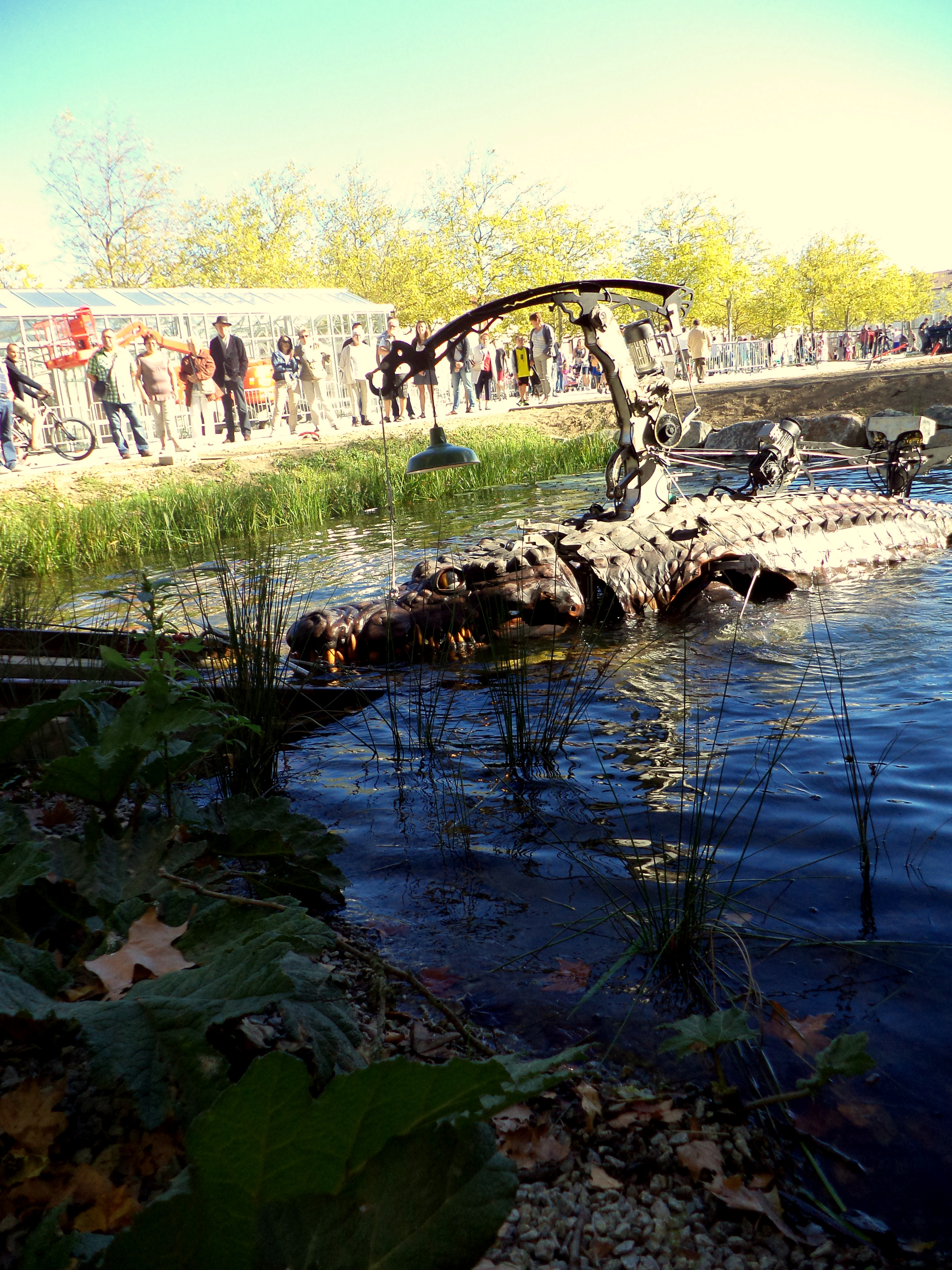
Crocodile des animaux de la place.
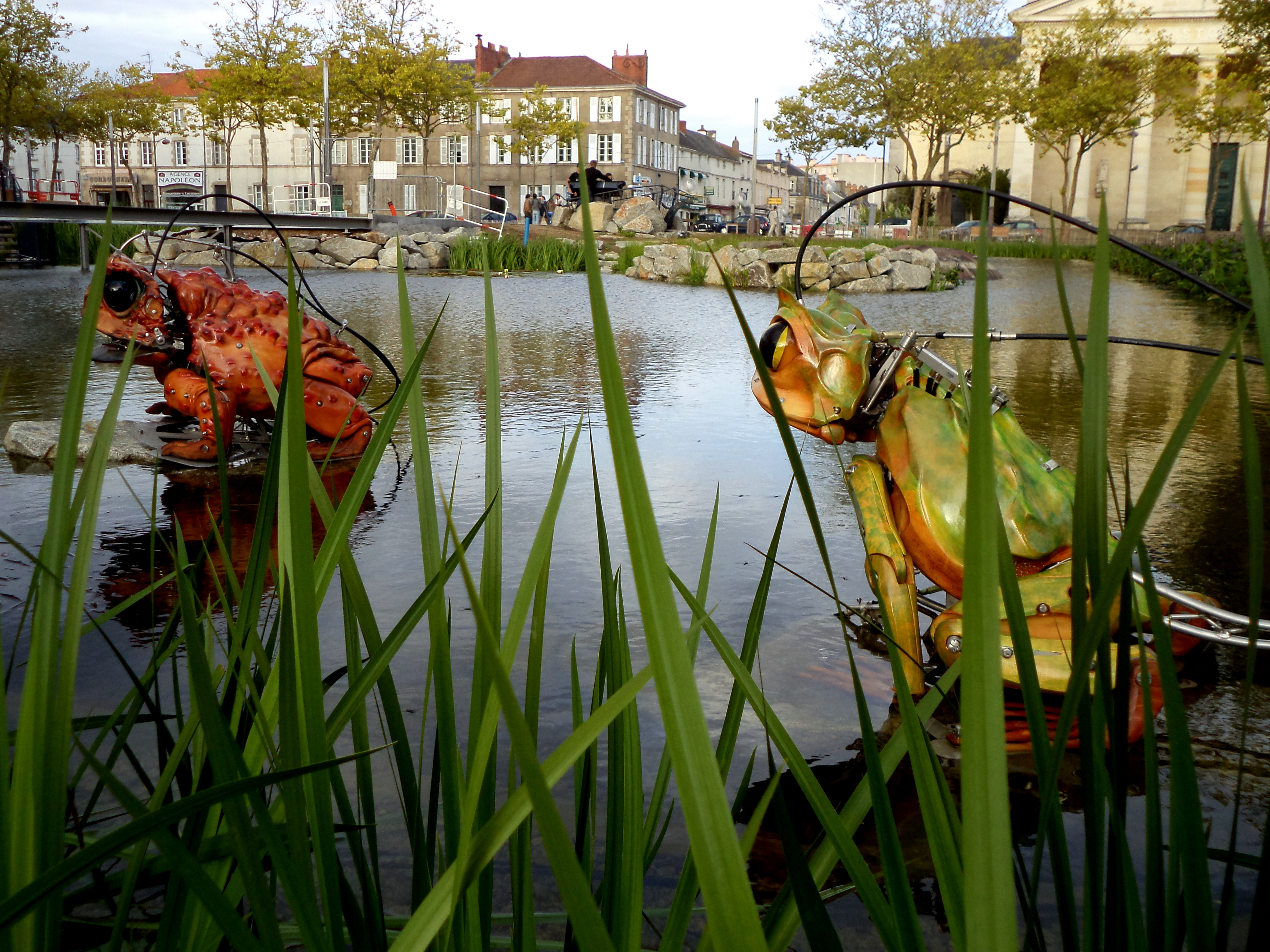
Grenouilles des Animaux de la place.
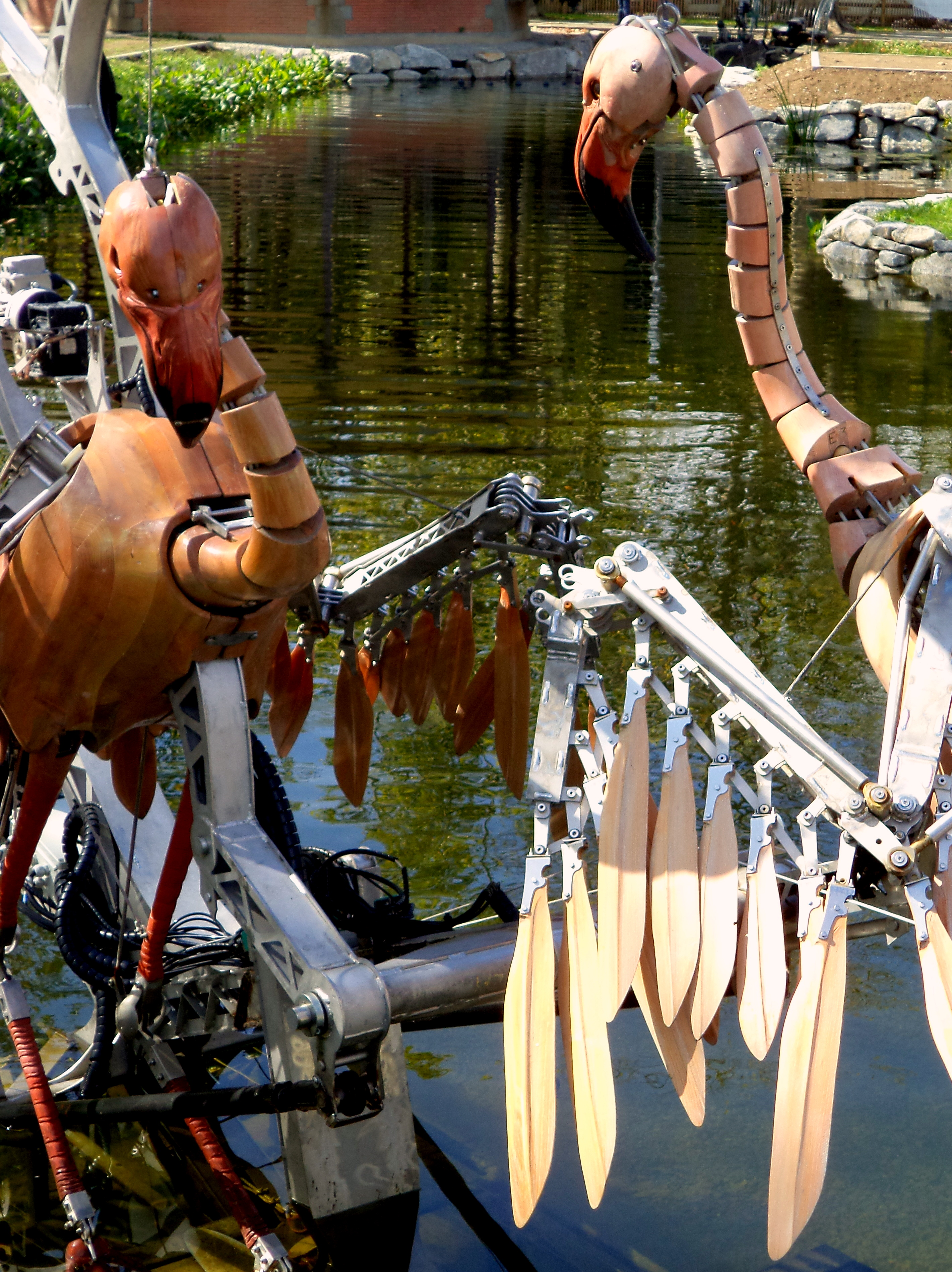
Animaux de la place, flamants roses.
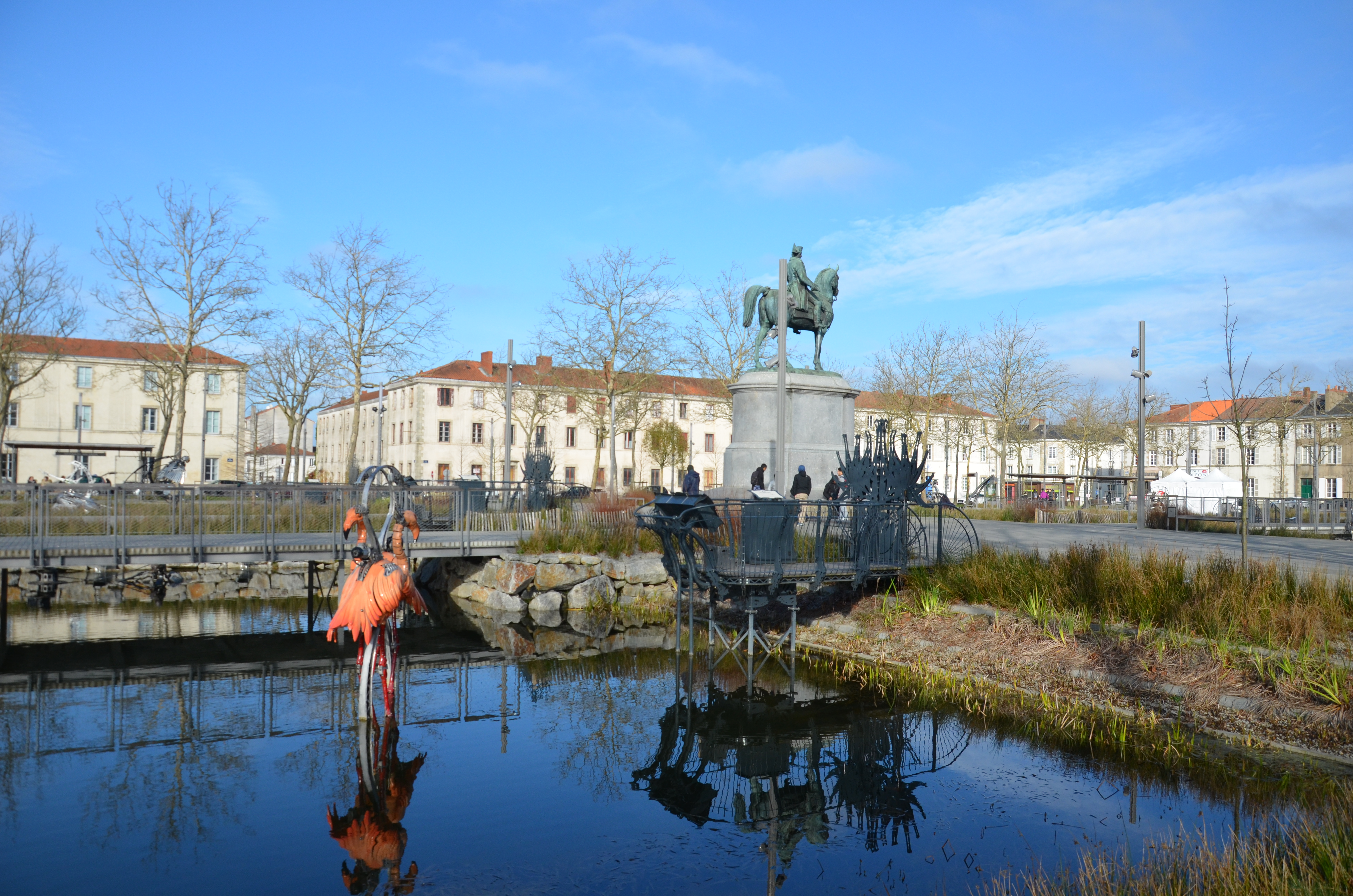
Animaux et bassin de la place.
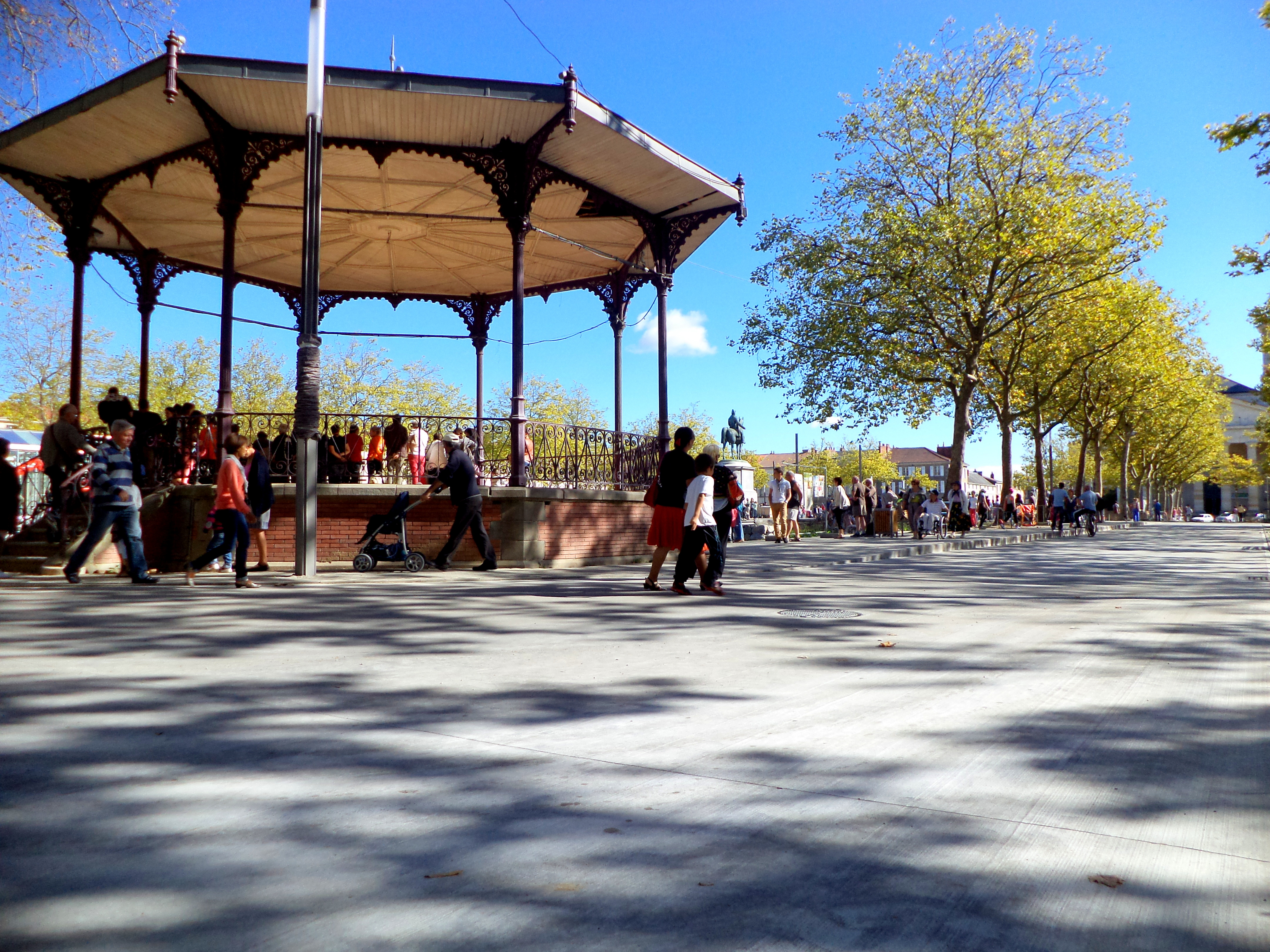
Kiosque à musique et voie de bus.
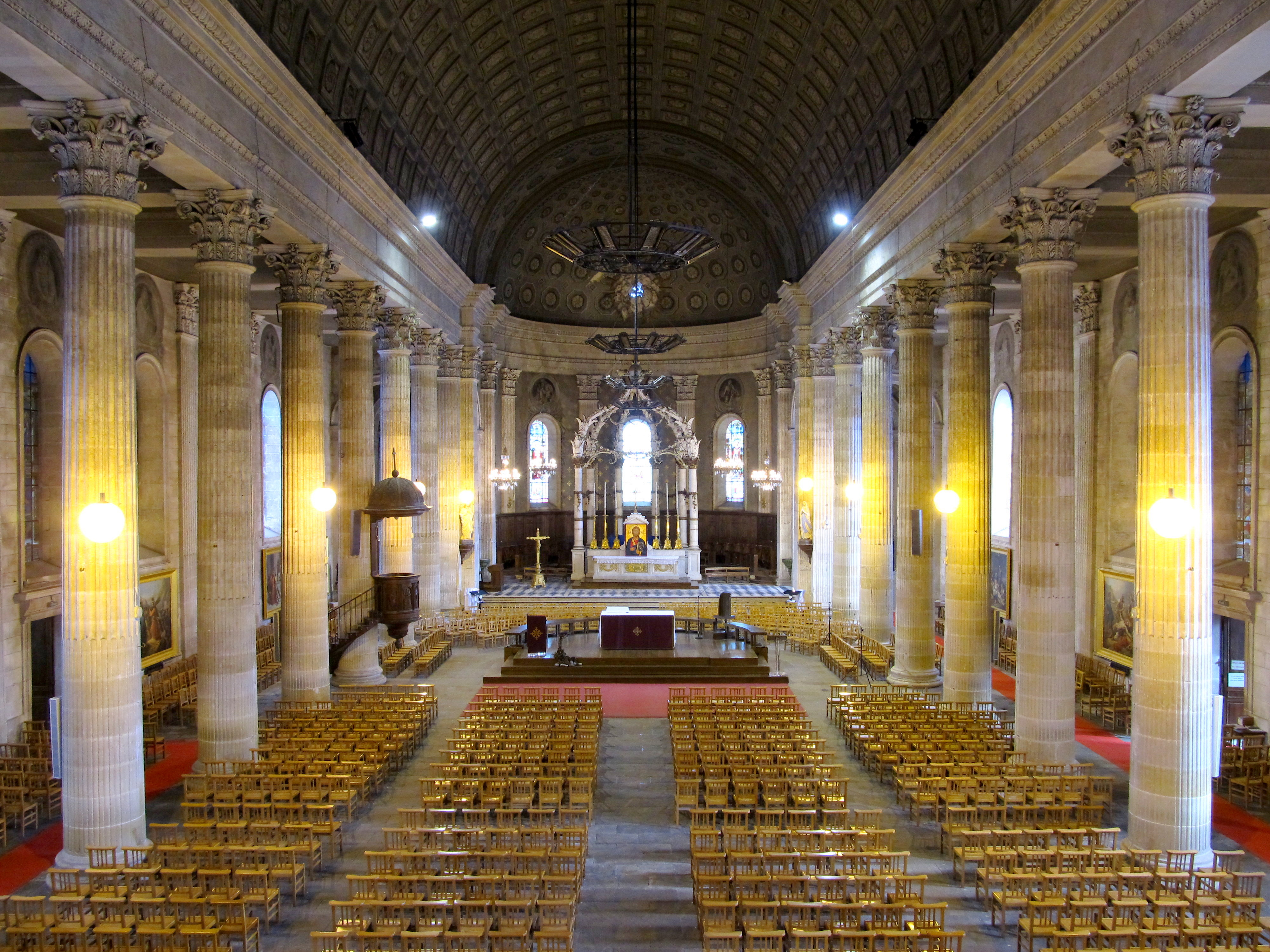
Eglise Saint-Louis
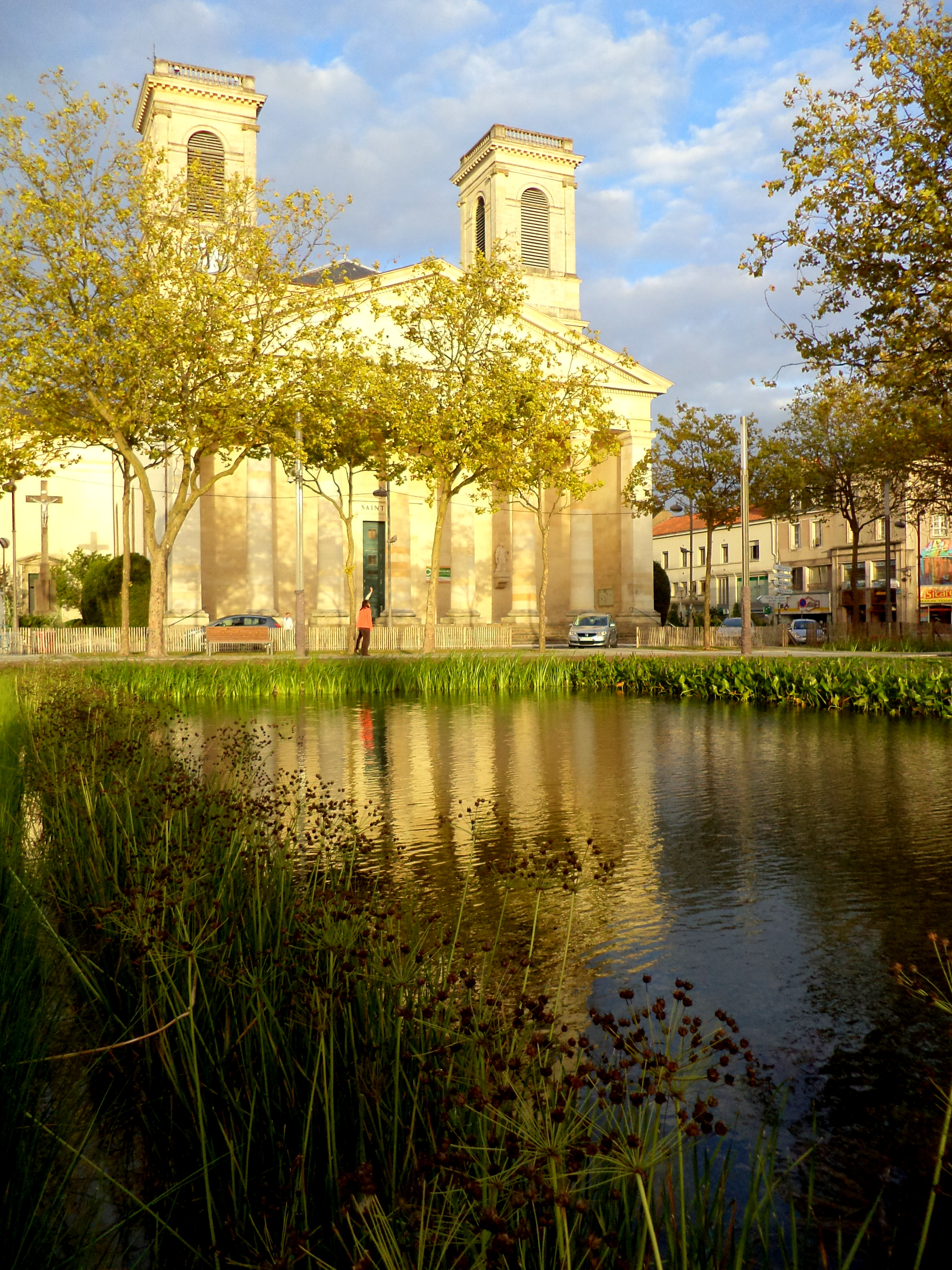
Église Saint-Louis et son reflet.
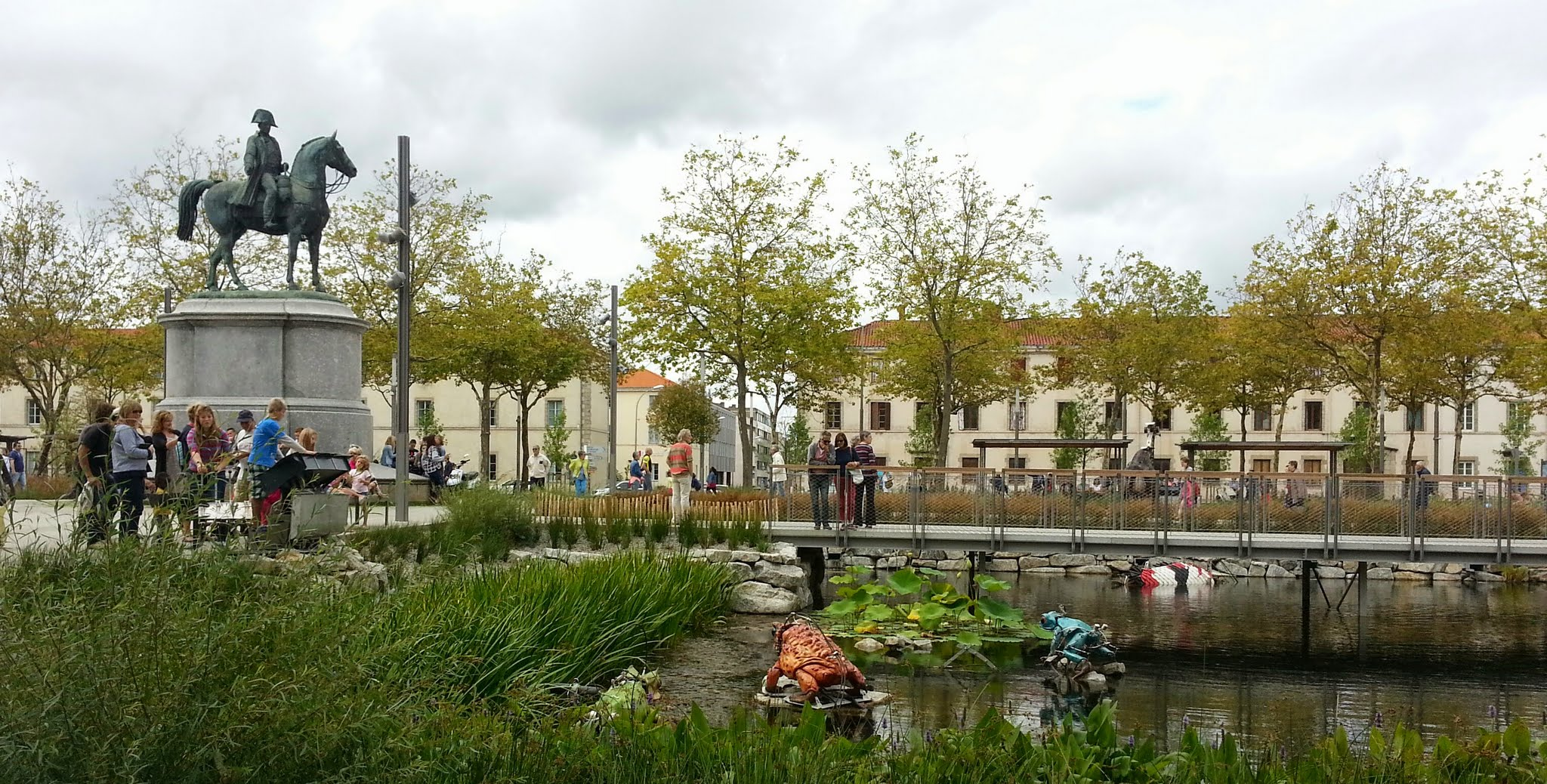
vue d'un bassin.
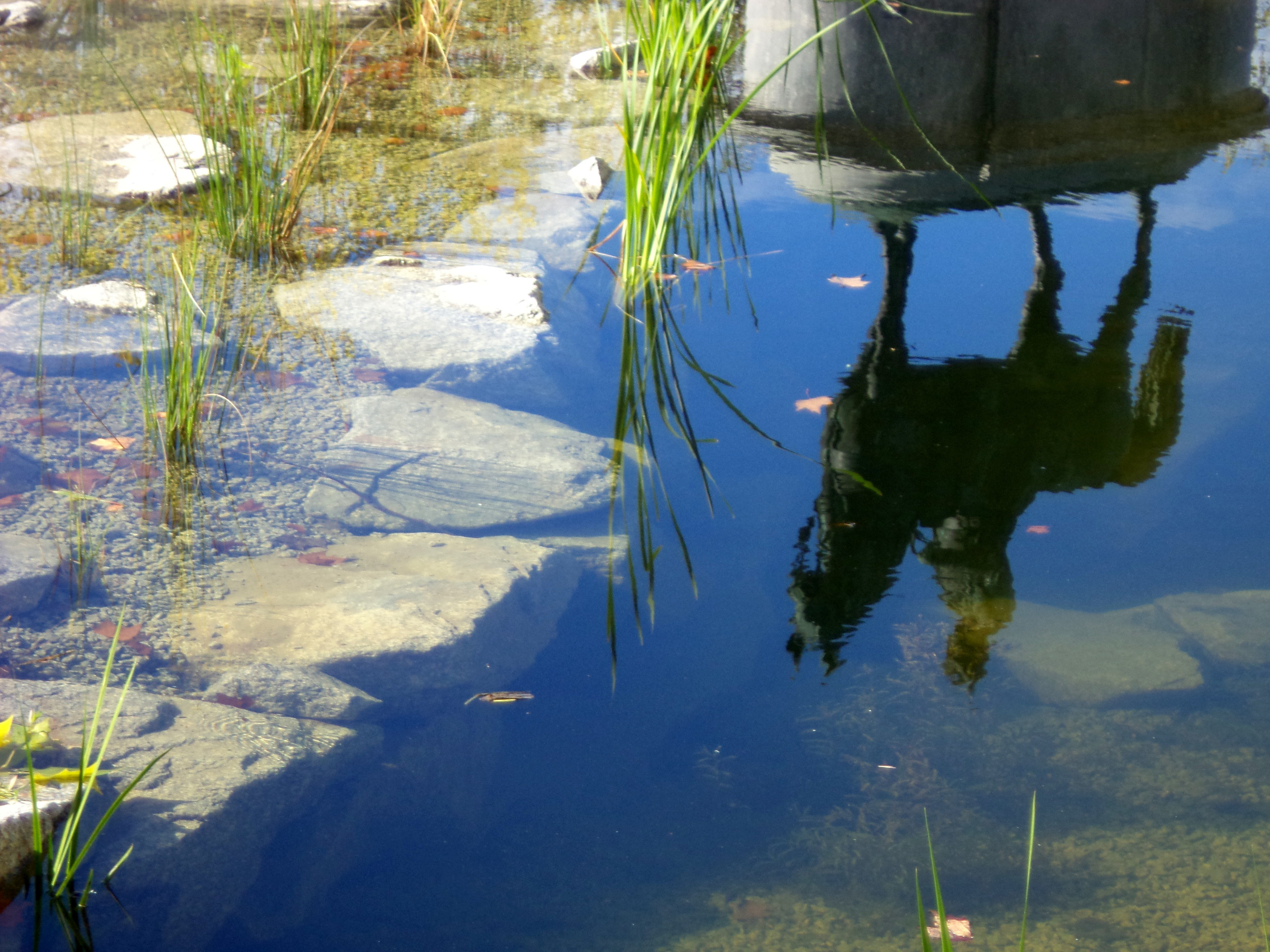
Reflet de la statue.